# Cristina Umaña

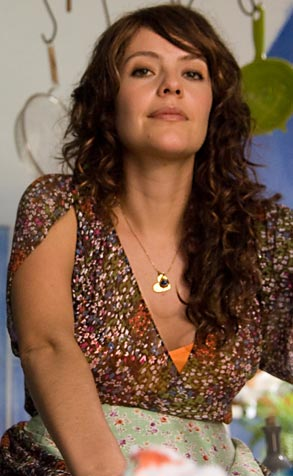
Cristina Umaña

Cristina Umaña (* 24. Dezember 1974 in Ibagué, Tolima) ist eine kolumbianische Schauspielerin.

## Leben
Umaña studierte von 1993 bis 1995 Schauspiel im Zentrum für Kunsterziehung von Televisa. Zurück in Kolumbien spielte sie in den Telenovelas Yo amo a Paquita Gallego und La mujer del presidente.

## Filmografie (Auswahl)
- 1996: Cartas a Harrison (Fernsehserie, 2 Episoden)
- 1999: Malamor
- 1999: Mira Quien te Mira
- 2000: ¿Quién Paga el Pato?
- 2001: Bogotá 2016
- 2004: El Rey
- 2006: Dios los Junta y Ellos se Separan
- 2008: La Dama de Troya (Fernsehserie, 240 Episoden)
- 2008–2010: Capadocia (Fernsehserie, 26 Episoden)
- 2013–2015: El capo (Fernsehserie, 6 Episoden)
- 2011: Lecciones para un Beso
- 2011: La vida era en serio
- 2013–2015: Cumbia Ninja (Fernsehserie, 39 Episoden)
- 2015–2016: Narcos (Fernsehserie, 8 Episoden)
- 2016: Malcriados
- 2017: Virginia Casta
- 2018–2019: Wild District (Distrito Salvaje, Fernsehserie, 20 Episoden)
- 2019: Tom Clancy’s Jack Ryan (Fernsehserie, 8 Episoden)
- 2020: Blumige Aussichten (La Casa de las Flores, Fernsehserie, 6 Episoden)
- 2022: Noticia de un Secuestro (Fernsehserie, 6 Episoden)
- 2024: Consuelo (Fernsehserie,  Episode 1x07)
- 2024: Primate  (Fernsehserie,  Episode 2x01)
- 2024: Los Iniciados 2

## Auszeichnungen
- 1998: Festival Internacional de Cine de Cartagena
- 1998: Premios Shocks – Beste neue Hauptdarstellerin
- 1999: Premios TvyNovelas – Beste Hauptdarstellerin
- 1999: Premios TvyNovelas – Beste Nebendarstellerin
- 2005: Premios TvyNovelas – Beste antagonistische Hauptdarstellerin